# 若者頭
若者頭（わかいものがしら）とは、大相撲において、力士養成員の監督にあたるとともに、相撲競技その他に関し、上司の指示に従い服務する者をいう。力士や行司などと同様に各相撲部屋に所属する。日本相撲協会の正規協会員ではなく嘱託職員という扱い。相撲部屋の日常では「かしら」と呼称される。

## 概要
江戸時代までは「若い者」の呼称が用いられ、当時は現役力士（大抵は幕下以下）と兼摂（けんせつ）することができた上にそもそも褌担ぎとの線引きも曖昧で正式な職名としてはなかった。現役生活が20年前後の力士が務め、明治時代までは勝敗に関わらず一定の地位にあり準年寄の待遇であった。番付に掲載される直前の1909年（明治42年）6月までは髷をつけたまま現役で兼務するものであった。以降も髷はついており1943年（昭和18年）に全員が髷を切った。昭和期までは巡業で付け人を使うことが許された。

### 採用
新規採用は、引退した十両・幕下力士で適格と認められる者から行うこととされているが、以前は年寄名跡が不足していた事情もあったことから元幕内からも採用を行っていた。2024年9月時点では若者頭を務めている7人中6人が元関取である。中でも花ノ国は若者頭・世話人の中で唯一金星獲得・三賞受賞、なおかつ三役目前まで上がった経験を持ち、現役時代の実績では一部の年寄を上回る。

### 定員
当初12人であったが、1975年7月より8人とされている。停年（定年。以下同）は1961年1月の停年制度施行時は55歳、その後1975年7月に60歳、1982年7月に63歳と引き上げられ、1990年1月以降65歳と定められている。年寄と違い定年後の再雇用の規定はない。

### 任務
- 力士養成員の監督
- 勝負の記録
- 負傷者の退場補助[7]
  - 本場所で取組での負傷等により自力で退場できない力士のために車椅子を用意する。
- 表彰式の連絡、進行[7]
  - 優勝力士から賜杯や優勝旗などを土俵下で受け取る仕事も含まれる。
- 前相撲の指導、進行、取組編成
- 出世披露の指導、進行
- 大相撲中継の幕下以下の解説
- 相撲行事の段取り[7]
- 部屋の事務雑事

### その他
若者頭から年寄を襲名した力士は江戸時代は珍しくなかったが、昭和以降ではそのような例は1930年（昭和5年）に10代・年寄濱風の養子になった若者頭の元十両・雷ヶ浦が年寄・濱風を襲名したことが若者頭から親方に転身した唯一のケースと言われている。また、後に武蔵川理事長になる元前頭筆頭・出羽ノ花はケガで引退した際に、師匠から若者頭転身を打診されたが、先代の12代武蔵川親方の遺族から武蔵川の年寄株を譲渡されたと言う。
若者頭は1910年（明治43年）1月以降番付にその名前が掲載されるようになったが、1959年（昭和34年）11月場所限りで削除され、1994年（平成6年）7月場所より再び掲載されている。番付上に書かれる位置は、現行の番付では東の最下段の親方衆より左側の欄である。以前は西の最下段の親方衆より左側の欄や、中軸の行司の下に書かれたこともあった。
なお、1996年（平成8年）10月以前まで関取が現役を引退し年寄名跡を襲名するケースを「引退」、それ以外の関取や幕下以下の力士が協会を離れる場合を「廃業」としていた。相撲協会の嘱託職員という都合上、若者頭、世話人に転向し協会に残る場合も「引退」ではなく「廃業」と表現されていたが、1996年（平成8年）11月以降は全て「引退」に統一された。2022年1月場所終了時まで定員は一杯だったが、同年2月17日に白岩が停年退職目前で死去、同年4月21日には琴千歳が停年退職を迎えた。2024年9月場所後に琴裕将が若者頭に就任し、同年10月14日に花ノ国が停年退職を迎えたため、同年9月場所時点では2枠の空席が生じている。

## 若者頭一覧

### 現職
2024年10月15日現在（欠員2）
| 名前       | 最高位 | 就任      | 所属部屋（若者頭就任後）       |
| ---------- | ------ | --------- | ------------------------------ |
| 伊予櫻政行 | 十両11 | 1988年5月 | 高砂部屋                       |
| 福ノ里邦男 | 十両13 | 1993年6月 | 立田川部屋→陸奥部屋→音羽山部屋 |
| 前進山良太 | 十両2  | 1999年9月 | 高田川部屋                     |
| 栃乃藤達之 | 前頭11 | 2001年1月 | 春日野部屋                     |
| 虎伏山義幸 | 幕下2  | 2020年4月 | 春日野部屋（世話人から転向）   |
| 琴裕将由拡 | 十両13 | 2024年9月 | 佐渡ヶ嶽部屋                   |

### 退職者
| 名前           | 最高位 | 在職期間                        | 所属部屋                                    |
| -------------- | ------ | ------------------------------- | ------------------------------------------- |
| 豊光重信       | 十両18 | 1957年3月 - 1962年8月（死去）   | 時津風部屋                                  |
| 鶴美山侑宏     | 十両16 | 1957年3月 - 1987年6月（停年）   | 井筒部屋→陸奥部屋                           |
| 嗣子鵬慶昌     | 前頭2  | 1987年4月 - 1991年7月（廃業）   | 大鵬部屋                                    |
| 津軽海伝藏     | 十両16 | 1957年11月 - 1993年5月（停年）  | 春日野部屋                                  |
| 伊勢錦貫二郎   | 十両12 | 1958年11月 - 1994年10月（停年） | 高嶋部屋→友綱部屋                           |
| 佐賀光健吾     | 十両5  | 1962年1月 - 1999年4月（停年）   | 二所ノ関部屋                                |
| 出羽ヶ崎富二郎 | 幕下28 | 1962年4月 - 2000年12月（停年）  | 出羽海部屋                                  |
| 伯龍弘基       | 十両1  | 1988年7月 - 2019年4月（停年）   | 鏡山部屋 現役時代の四股名は魄龍             |
| 白岩政俊       | 十両7  | 1987年8月 - 2022年2月（死去）   | 伊勢ヶ濱部屋→桐山部屋→朝日山部屋→浅香山部屋 |
| 琴千歳晃精     | 前頭5  | 1991年8月 - 2022年4月（停年）   | 佐渡ヶ嶽部屋（世話人から転向）              |
| 花ノ国明宏     | 前頭1  | 1994年10月 - 2024年10月（停年） | 放駒部屋→芝田山部屋                         |